# Lukovica pri Brezovici
Lukovica pri Brezovici je naselje v Občini Log - Dragomer.

## Izvor krajevnega imena
Krajevno ime je verjetno izpeljano iz besede lúk, ki se je v rednem jezikovnem razvoju razvila iz slovanske besede lűkъ v pomenu por, čebula, česen in kar se v pomenu čebula do danes ohranja v slovenskih vzhodnih narečjih. Druga, manj verjetna možnost je, da krajevno ime izhaja iz lúkati v pomenu opazovati, oziroma iz izpeljanke lukovica v pomenu opazovalnica, preža. Ne izključuje pa se tudi možnost, da je krajevno ime tvorjeno iz imena Luka. V arhivskih zapisih se kraj omenja leta 1431 kot Lukowicz in 1479 kot Lukobicz. 